# Estado unitario

Estados unitarios.

Un Estado unitario es, en política, una forma de Estado donde el poder existe en un solo centro de autoridad que extiende su accionar a lo largo de todo el territorio del respectivo Estado. Ejerce su poder mediante sus agentes y autoridades locales, delegadas de ese mismo poder central, o electas por sufragio de los habitantes locales o regionales.
El concepto de Estado unitario moderno se originó en Francia; tras la guerra de los Cien Años, los sentimientos «nacionales» surgidos de la guerra unificaron Francia. La guerra aceleró el proceso de transformación de Francia de una monarquía feudal a un estado unitario. Más tarde, el francés extendió los estados unitarios mediante conquistas, por toda Europa durante y después de las Guerras Napoleónicas, y por el mundo a través del vasto imperio colonial francés. En la actualidad, los prefectos siguen siendo una ilustración del sistema estatal unitario francés, como representantes del Estado en cada departamento, encargados de mantener las políticas del gobierno central.
Los estados unitarios contrastan con las federaciones, también conocidas como estados federales. Una gran mayoría de los Países miembros de la ONU, 166 de 193, tienen un sistema de gobierno unitario, mientras que otra parte significativa de la población está organizada bajo  algún tipo de federación. (Esta referencia no menciona eso que se afirma).

## Características
En su mayoría un Estado unitario puede contar con: 
- Un solo aparato legislador (salvo ciertas excepciones), que legisla para todo el país;
- Un solo poder judicial, que aplica el derecho vigente a todo el territorio del Estado y en cuyo seno se establece una Corte Suprema de Justicia , la cual tiene jurisdicción a nivel nacional;
- Un solo poder ejecutivo, que está conformado por todos los gobernantes (presidente, gobernadores, alcaldes, etc.); y
- Una sola constitución política, que rige en todo el territorio y a la cual se hallan sometidas todas las autoridades habitantes del Estado.
- Tener un sistema liberal y centralizado

En otras palabras, en el Estado unitario se da la cuádruple unidad: [cita requerida]
- Unidad de ordenamiento jurídico
- Unidad de autoridades gubernativas
- Unidad de gobernados o destinatarios del ordenamiento jurídico y de las decisiones políticas
- Unidad de territorio.[4]

## Tipos de Estado unitario

### 1. Estado unitario centralizado
El centralismo es una doctrina política que propugna la centralización política o administrativa. Es decir, el centralismo promueve un sistema político en el cual el gobierno central reúne la mayor parte de los poderes y facultades para dirigir la nación. Por tanto, el Estado asume competencias ante los estados federados o divisiones administrativas en esta forma de gobierno promulgando normalmente un Estado unitario.
Un estado totalmente centralizado es aquel en el que hay una unidad política, territorial y administrativa; o sea que el gobierno central de forma simétrica tiene mayor poder de tomar decisiones políticas y es el superior encargado de la gestión administrativa de todas las competencias del país. Esta forma de gobierno es muy poco común, aplicándose en su pura forma casi exclusivamente en microestados. Sin embargo, existen otras formas de gobierno centralista menos puras que se aplican, por ejemplo, en Francia ―donde existe descentralización administrativa― y en algunos países hispanoamericanos ―en los que existe un gobierno central que convive con gobiernos subnacionales con ciertas atribuciones―.
Entre los motivos de esta centralización se pueden contar:
- La necesidad que tienen los estados de dar servicios a sus ciudadanos que económicamente los territorios federados por sí solos no pueden por falta de fondos.
- La necesidad de grandes cantidades de inversiones que exigen un gran porcentaje de recursos, materiales económicos y humanos que colapsarían los territorios federados.
- La necesidad de hacer una planificación centralismo administrativo. Sin causa probable

Características del centralismo
En un sistema centralizado, las decisiones clave y la legislación son tomadas exclusivamente por el gobierno central, sin una delegación significativa de poder a entidades o administraciones locales. El poder central tiene la facultad de imponer políticas públicas, regular la economía y administrar los recursos del país sin la intervención o autonomía de las regiones o provincias.
Limitaciones del centralismo
Sin embargo, un Estado completamente centralizado presenta importantes desafíos. La incapacidad del poder central para gestionar todos los aspectos de un país, dada su extensión y diversidad, limita la eficacia del sistema. Las comunidades locales, que tienen necesidades y características particulares, requieren una atención específica que el gobierno central no siempre puede proporcionar de manera eficiente. Por esta razón, aunque el centralismo puro puede ser un modelo teórico ideal en los primeros estadios de la formación del Estado, en la práctica es difícil de sostener a largo plazo.

#### a) Estado unitario de centralismo «puro»
El centralismo puro es un modelo de organización estatal en el que se da una unidad política y territorial que implica la centralización administrativa. En este sistema, el poder central es el único responsable de dictar normas, gestionar los servicios públicos y administrar el país en su conjunto. La justificación del centralismo radica en la necesidad de garantizar la igualdad en el acceso a los servicios y derechos en todo el territorio, así como en la preservación de la unidad y cohesión nacional. Además, se argumenta que la concentración del poder en una autoridad central evita la dispersión del mismo, lo que podría debilitar la eficacia del Estado.
En el mundo contemporáneo, los Estados totalmente centralizados son excepcionales. Los casos más cercanos a un sistema de centralización total son los microestados, donde la pequeña escala y la homogeneidad territorial facilitan la gestión centralizada. Ejemplos de estos incluyen países como la Ciudad del Vaticano o Mónaco, que no presentan divisiones administrativas significativas. En la mayoría de los países modernos, incluso en aquellos con un sistema unitario, existen divisiones administrativas que permiten una descentralización parcial del poder, como las provincias, regiones o municipios.

#### b) Estado unitario desconcentrado
La desconcentración es una técnica administrativa utilizada en los sistemas de organización pública que implica el traspaso de la titularidad o el ejercicio de una competencia de un órgano administrativo a otro órgano jerárquicamente dependiente dentro de la misma administración pública. A diferencia de la delegación de competencias, que solo transfiere el ejercicio de una función sin alterar su titularidad, la desconcentración implica que el órgano receptor ejerce la competencia como propia.
Características de la desconcentración
La desconcentración se fundamenta en la transferencia de competencias entre órganos de una misma estructura administrativa, sin que esto suponga la creación de nuevos niveles de autoridad o la descentralización del poder. En este sistema, las competencias que inicialmente corresponden a un órgano central o superior son delegadas a un órgano subordinado, sin modificar la jerarquía administrativa. La ley o norma que atribuya la competencia deberá especificar los requisitos, términos y condiciones para su ejercicio, así como la posibilidad de realizar dicha desconcentración.
Para que la desconcentración tenga efecto, generalmente debe ser publicada en el Boletín Oficial correspondiente, lo que otorga la formalidad y transparencia necesarias al proceso. Este tipo de transferencia siempre se realiza de forma jerárquica, es decir, de un órgano superior a uno inferior.
Tipos de desconcentración
La desconcentración puede clasificarse en dos tipos principales, según el ámbito en el que se realice la transferencia de competencias:
Desconcentración orgánica: Este tipo de desconcentración implica la creación de órganos fuera del lugar sede del organismo central, sin que ello afecte a la unidad organizativa. El objetivo es ubicar ciertos órganos administrativos en distintas ubicaciones geográficas, con el fin de mejorar la eficiencia administrativa sin perder la unidad del organismo.
Desconcentración funcional: En este caso, las atribuciones o competencias son delegadas o reasignadas desde un órgano central hacia otros órganos de la misma unidad organizativa. A través de este proceso, se busca descentralizar la gestión de ciertas tareas o funciones específicas dentro de un mismo marco organizativo, sin que se modifique la estructura jerárquica.
Contexto y uso en los Estados unitarios
La desconcentración es común en estados unitarios, donde la administración pública es centralizada, pero se busca mejorar la eficiencia y la cobertura de servicios mediante una distribución funcional de tareas. Aunque no implica un traspaso de poder hacia entidades autónomas o descentralizadas, permite una mayor agilidad administrativa, especialmente en territorios con grandes distancias o en áreas con necesidades específicas de gestión.
Este sistema de organización también se utiliza para mejorar la capacidad de respuesta del gobierno central frente a situaciones locales, sin renunciar al control y a la unidad de la administración pública.

### 3. Estado unitario regionalizado
Los Estados regionalizados son Estados unitarios que progresivamente han otorgado poderes políticos propios, aunque no originarios, a las unidades territoriales subestatales (las regiones; denominadas comunidades autónomas en España). «Son políticamente autónomas pero a partir de una sola soberanía», han puntualizado los politólogos Rafael Ribó y Jaime Pastor.
Aunque las regiones alcancen un alto grado de autonomía política, se diferencian de los Estados federales en que, como han señalado Ribó y Pastor, en el Estado regionalizado o «Estado autonómico» el «elemento nuclear» «es que la fuente de poder es el ordenamiento global, el cual reconoce el derecho a la autonomía de las partes. Se puede describir como un flujo de poder desde el centro hacia la periferia (en sentido gráfico figurado) sin que menoscabe la unidad. Se trata de un Estado unitario con autonomía política de unidades territoriales...». En el Estado federal, en cambio, «el flujo de poder va desde las partes hacia la globalidad para crearla. Cada parte decide soberanamente, mediante un pacto entre iguales, la creación de un orden más amplio», mientras que «las partes integradas en un Estado autonómico no tienen un poder constituyente propio y están sometidas a controles mucho más estrictos que los del Estado federal».

## Listado de Estados unitarios

### Repúblicas unitarias
- Albania
- Argelia
- Armenia
- Azerbaiyán
- Bangladés
- Barbados
- Benín
- Birmania
- Bolivia
- Botsuana
- Bulgaria
- Burkina Faso
- Burundi
- Cabo Verde
- Camerún
- Chad
- Chile
- Colombia
- Chipre
- Corea del Norte
- Corea del Sur
- Costa Rica
- Costa de Marfil
- Croacia
- Cuba
- Dominica
- Ecuador
- Egipto
- El Salvador
- Eritrea
- Eslovaquia
- Eslovenia
- Estonia
- Filipinas
- Francia
- Grecia
- Guatemala
- Guinea Ecuatorial
- Guyana
- Haití
- Honduras
- Hungría
- Indonesia
- Irán
- Irlanda
- Islandia
- Islas Marshall
- Israel
- Italia
- Kazajistán
- Kenia
- Kirguistán
- Kiribati
- Laos
- Lesoto
- Letonia
- Líbano
- Liberia
- Libia
- Lituania
- Macedonia del Norte
- Madagascar
- Malaui
- Maldivas
- Malí
- Malta
- Mauricio
- Mauritania
- Moldavia
- Mongolia
- Mozambique
- Namibia
- Nauru
- Nicaragua
- Níger
- Palaos
- Panamá
- Paraguay
- Perú
- Polonia
- Portugal
- República Centroafricana
- República Checa
- República de China (Taiwán)
- República del Congo
- República Democrática del Congo
- República Dominicana
- República Popular China
- Ruanda
- Rumania
- Samoa
- San Marino
- Santo Tomé y Príncipe
- Senegal
- Seychelles
- Sierra Leona
- Singapur
- Siria
- Somalia
- Sri Lanka
- Sudáfrica
- Sudán
- Surinam
- Tayikistán
- Timor Oriental
- Togo
- Trinidad y Tobago
- Túnez
- Turkmenistán
- Turquía
- Ucrania
- Uganda
- Uruguay
- Uzbekistán
- Vanuatu
- Vietnam
- Yemen
- Yibuti
- Zambia
- Zimbabue

### Monarquías unitarias
- Afganistán
- Andorra
- Antigua y Barbuda
- Arabia Saudita
- Baréin
- Bahamas
- Belice
- Brunéi
- Bután
- Camboya
- Catar
- Dinamarca
- España
- Granada
- Islas Salomón
- Jamaica
- Japón
- Jordania
- Kuwait
- Liechtenstein
- Luxemburgo
- Mónaco
- Marruecos
- Nueva Zelanda
- Noruega
- Omán
- Países Bajos
- Papúa Nueva Guinea
- Reino Unido
- San Vicente y las Granadinas
- Santa Lucía
- Suazilandia
- Suecia
- Tailandia
- Tonga
- Tuvalu

### Países o territorios unitarios dependientes
- Aruba (territorio autónomo de los Países Bajos, se considera una Monarquía Unitaria)
- Curazao (territorio autónomo de los Países Bajos, se considera una Monarquía Unitaria)
- San Martín (territorio autónomo de los Países Bajos, se considera una Monarquía Unitaria)

### Características especiales
- Australia es un caso especial. Es un estado federal respecto a seis entidades (los estados de Nueva Gales del Sur, Queensland, Australia Meridional, Tasmania, Victoria y Australia Occidental), cada una de las cuales tiene su propia existencia constitucional, pero es un Estado unitario en relación con las otras dos entidades (el Territorio del Norte y el Territorio de la Capital Australiana), que, aunque gozan de competencias similares a las de los Estados, sólo las tienen por delegación del Gobierno nacional.[14] La organización de Canadá es similar: diez provincias tienen existencia constitucional y tres territorios están bajo la responsabilidad directa del gobierno canadiense.[15] Lo mismo ocurre en Estados Unidos, con los Estados por un lado y los Territorios y el Distrito de Columbia por otro.[16] Argentina fue otro caso comparable: tras la Conquista del Desierto, Patagonia fue dividida en «territorios nacionales» dependientes del gobierno federal. Esta responsabilidad terminó cuando el último «territorio nacional», Tierra del Fuego, se convirtió en provincia en 1992.[17]
- Suiza, aunque por razones históricas se conoce como Confederación Helvética, es un Estado federal.[18]
- La Unión Europea está a medio camino entre una confederación y una federación pero no es un Estado. Se ha creado como una entidad supranacional.[19] La Unión Europea es una entidad sui generis[20][21] con características no comparables a ninguna otra organización internacional por su nivel de integración. Entre los 27 Estados que la componen hay tres que son federales: Alemania, Austria y Bélgica, muchos otros tienen instituciones regionales con poderes legislativos y fiscales y están descentralizados, entre ellos España, y la Unión tiene muchas competencias consecuencia de transferencias de soberanía acordadas entre los Estados miembros de la Unión y delimitadas en los Tratados constitutivos de la Unión.